# Gatunek eurytermiczny
Gatunek eurytermiczny – gatunek charakteryzujący się tolerancją na szeroki zakres temperatur, mogący dzięki temu zasiedlać różne strefy klimatyczne.